# Podmaniczky-kastély (Verseg-Fenyőharaszt)
A versegi Podmaniczky-kastély Budapesttől 50 km-re, Verseg-Fenyőharasztpusztán, Pest vármegye északkeleti részén, a Cserhát lábánál található.

## A kastély története
A terület a nevét egy itt előforduló növényfajról (haraszt) kapta. 
A kastély 1805-ben épült klasszicista stílusban. Mai formáját 1868-ban nyerte el, amikor báró Podmaniczky Levente romantikus stílus-elemek felhasználásával átépítette és kibővítette.  A századfordulón 1000 kötetes könyvtár, régi fegyver-, porcelán-, és értékes acélmetszet gyűjtemény díszítette a kastélyt.
A Podmaniczky család 1913-ig birtokolta a kastélyt. A múlt század második negyedében, a híres műgyűjtő és művészpártoló, báró Hatvany-Deutsch család szerezte meg a birtokot.
A kastélyba a II. világháború során német, majd orosz csapatok költöztek be. Az 1947-ben államosított kastély fokozatos pusztulásnak indult. Szolgált katonai raktárul, TSZ. irodaként, volt benne kollégium, valamint cirkuszból kiöregedett állatok menhelye.
A romos épületet 1986-ban a Chemolimpex Vállalat vásárolta meg és műemlék jellegének megőrzésével újította fel Ferencz István építész vezetésével. Ekkor készültek az uszodába vezető "Szörnyecskék", Minya Mária plasztikasorozata, valamint Szilágyi András és Kovács Júlia üvegmunkái. A 90-es évek elején a kastély a Budapesti Ingatlan Rt. tulajdonába került és napjainkban 26 korhűen berendezett szobájával kastélyszállóként üzemel a 13 hektáros őspark – egykor említésre méltó angolkert - közepén álló épület.

## Galéria

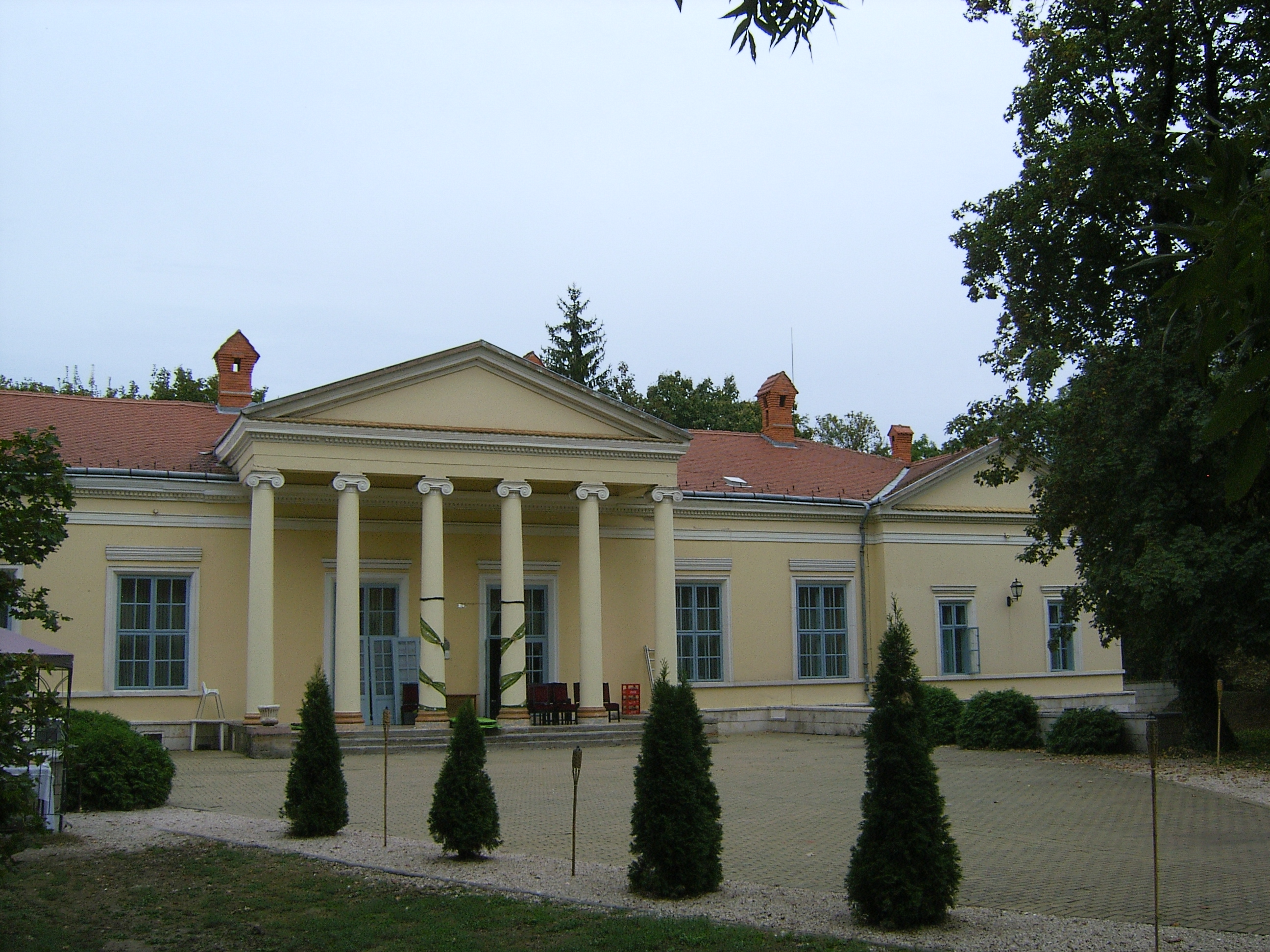
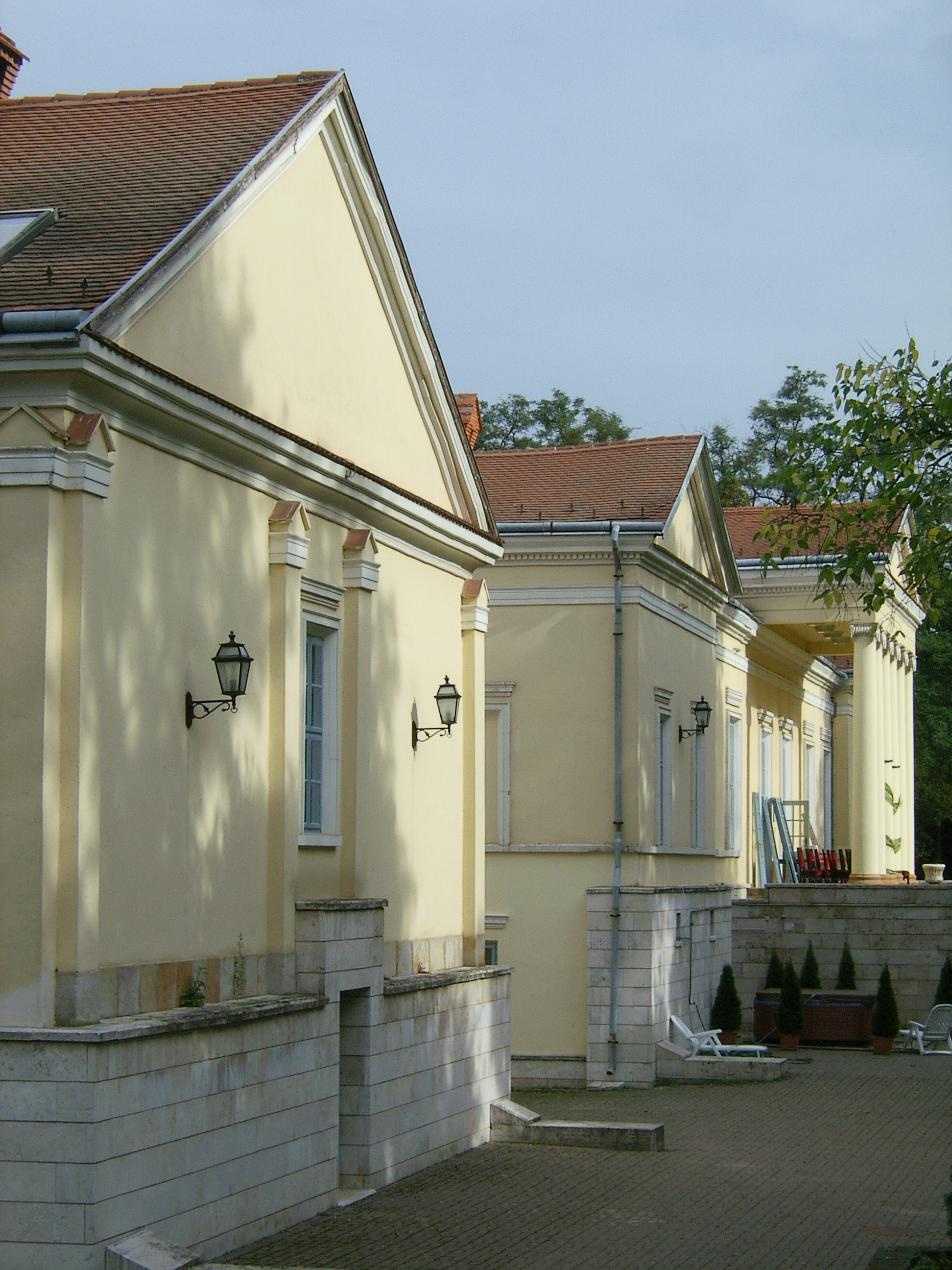
A Podmaniczky-kastély hátsó homlokzata
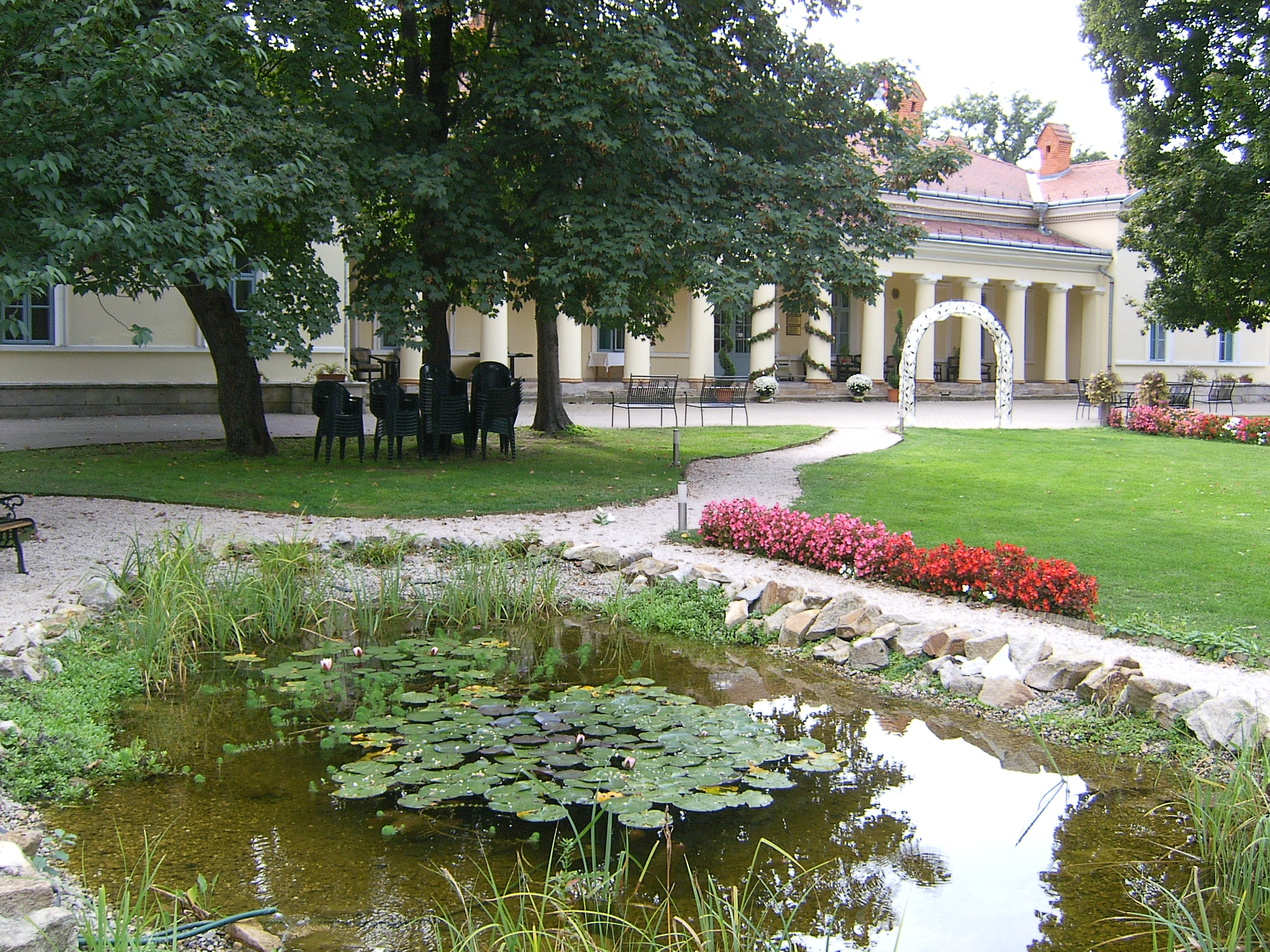
A Podmaniczky-kastély parkja
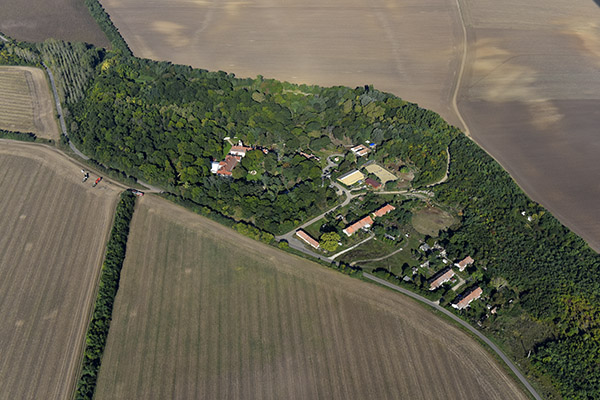
A kastély látképe madártávlatból
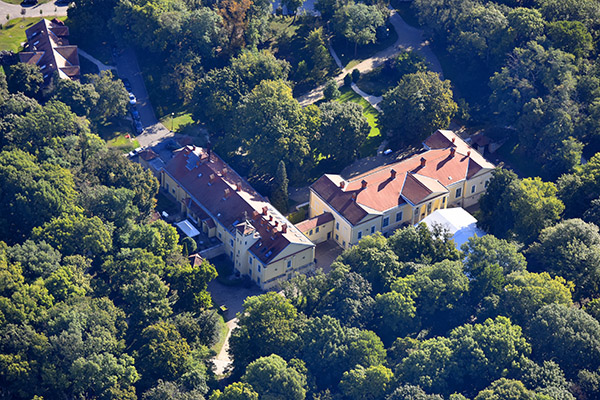
Podmaniczky-kastély légi felvételen
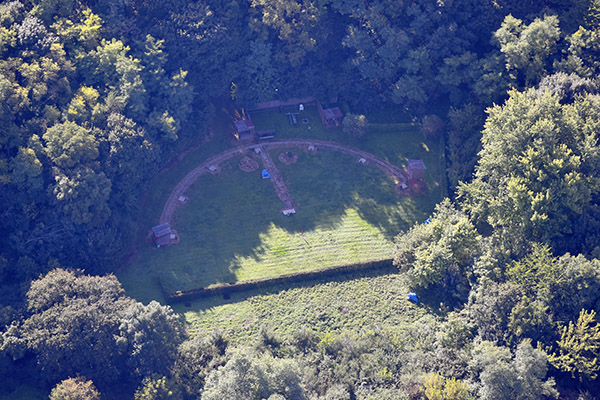
Verseg-Fenyőharaszt, kastélypark a levegőből